# Emmanuelle Hénin
Emmanuelle Hénin, née en 1973, est une universitaire française, spécialiste de littérature française du XVIIe siècle, professeur de littérature comparée à Sorbonne Université.

## Biographie
Ancienne élève de l’École normale supérieure (1992) et agrégée de lettres classiques, elle soutient en 2000 une thèse de littérature française à l'université Paris-Sorbonne sous la direction de François Lecercle. Après avoir enseigné à l'université de Reims pendant seize ans, elle est, depuis 2017, professeur de littérature comparée à Sorbonne Université.
Elle s'intéresse particulièrement à l'histoire de l'art,, et au rôle que jouent les œuvres dans la condition humaine. Elle dirige la construction de la base de données Pictor in Fabula recensant les anecdotes sur la peinture antique dans la littérature et l’art européens.
Elle est nommée membre junior de l'Institut universitaire de France en 2009[source secondaire souhaitée].
Particulièrement critique des supposées dérives universitaires et sociales du wokisme, elle est l'une des organisatrices d'un colloque sur ce sujet tenu à la Sorbonne les 7 et 8 janvier 2022,, colloque qui a soulevé des réactions hostiles dans les médias, ainsi qu'au sein de syndicats universitaires, mais a également reçu un accueil critique plus nuancé voire favorable de la part de certains universitaires,. Elle contribue à l’Observatoire du décolonialisme, dont elle est considérée par l'hebdomadaire Le Nouvel Obs comme l'une des principales animatrices, avec Pierre Vermeren et Xavier-Laurent Salvador, son président. En 2024, la presse révèle que l'Observatoire est financé par le milliardaire catholique d'extrême-droite Pierre-Edouard Stérin, dans le cadre de son projet Périclès qui vise à soutenir et financer les projets favorables à ses idées politiques.
Elle dirige en 2025 la rédaction de l'ouvrage collectif Face à l’obscurantisme woke aux éditions PUF aux cotés de Xavier-Laurent Salvador et Pierre Vermeren. La parution de cet ouvrage dénonçant un « assaut » du « mouvement woke » sur la science aux Etats-Unis avait été un temps suspendu en raison du contexte dans ce pays où le gouvernement s'attaquait à la recherche universitaire au prétexte de lutte contre le dit wokisme.

## Publications
- Ut pictura theatrum : théâtre et peinture, de la Renaissance italienne au classicisme français, Genève, Droz, 2003[17],[18],[19]
- Ceci est un bœuf. La querelle des inscriptions dans la peinture, Bruxelles, Brepols, 2013
- Écrire la mythologie, Paris, Citadelles et Mazenod, 2016[20]
- Memento Marie. Regards sur la galerie Médicis, Épure, 2020[21]
- Écrire le corps, Paris, Citadelles et Mazenod, 2022[22],[23]
- Face à l'obscurantisme woke (préf. Emmanuelle Hénin), PUF, 2025, 454 p. (ISBN 9782130849131)